# 阿格里真托

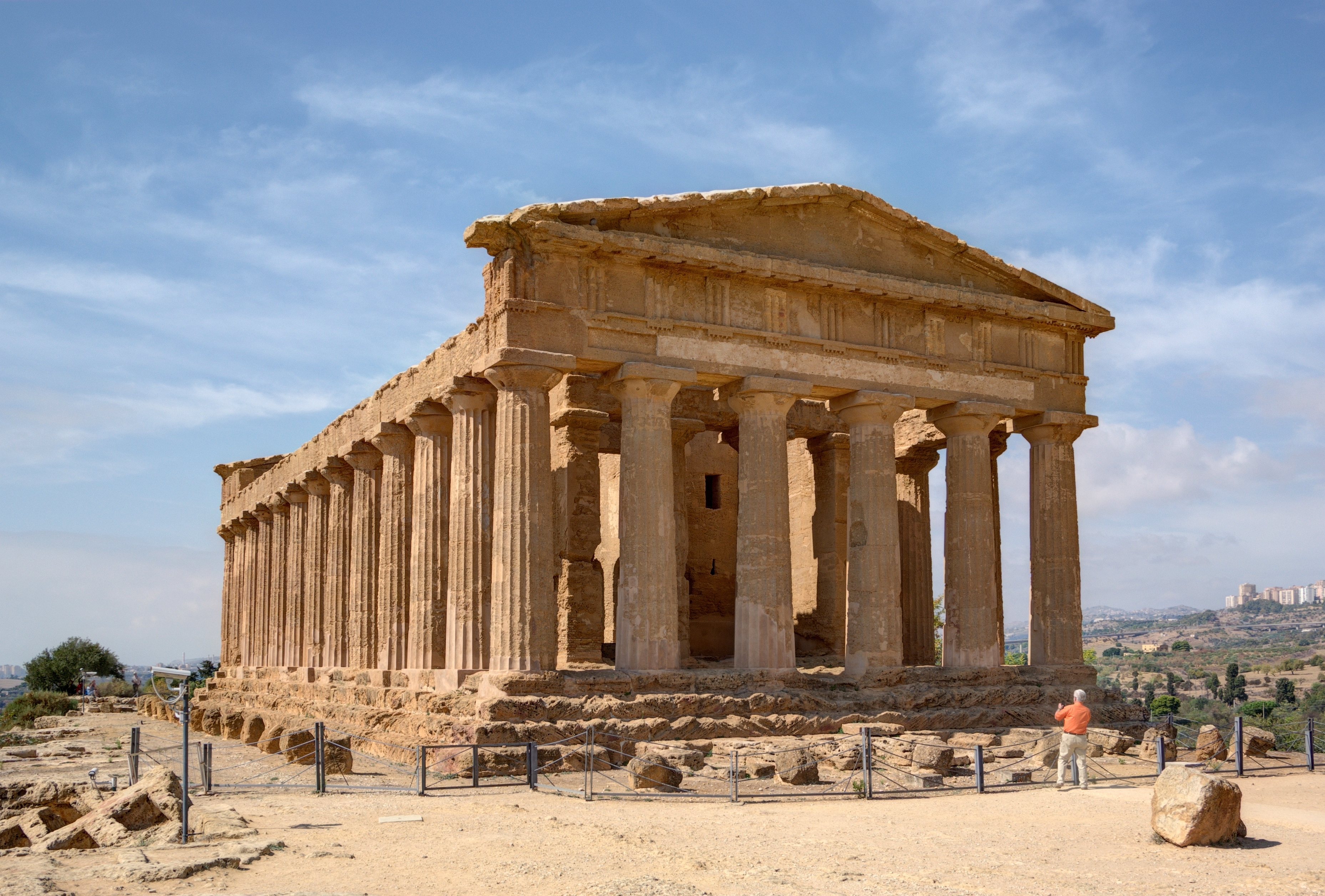
协和神庙

阿格里真托（義大利語：Agrigento，義大利語發音：[aɡriˈdʒɛnto] 读音ⓘ，西西里語：Girgenti）位于意大利西西里岛南海岸的中央点，是阿格里真托省的首府，自古以来都是扼守地中海的军事重镇，面积244平方公里，人口59,791人（3/2016）。阿格里真托市盛产柑橘、橄榄油和硫磺矿，经附近的港口恩贝多利销往世界各地。阿格里真托市还拥有大批的古建筑遗址和大量的出土文物，世界文化遗产神殿之谷位于此地。
阿格里真托为意大利重要的旅游城镇，被《米其林旅游指南》评为“三星级旅游推荐”（最高级别）。

## 友好城市
- 美国坦帕
- 法國瓦朗谢讷
- 俄羅斯彼尔姆